# Plac Kochanowskiego w Zwoleniu

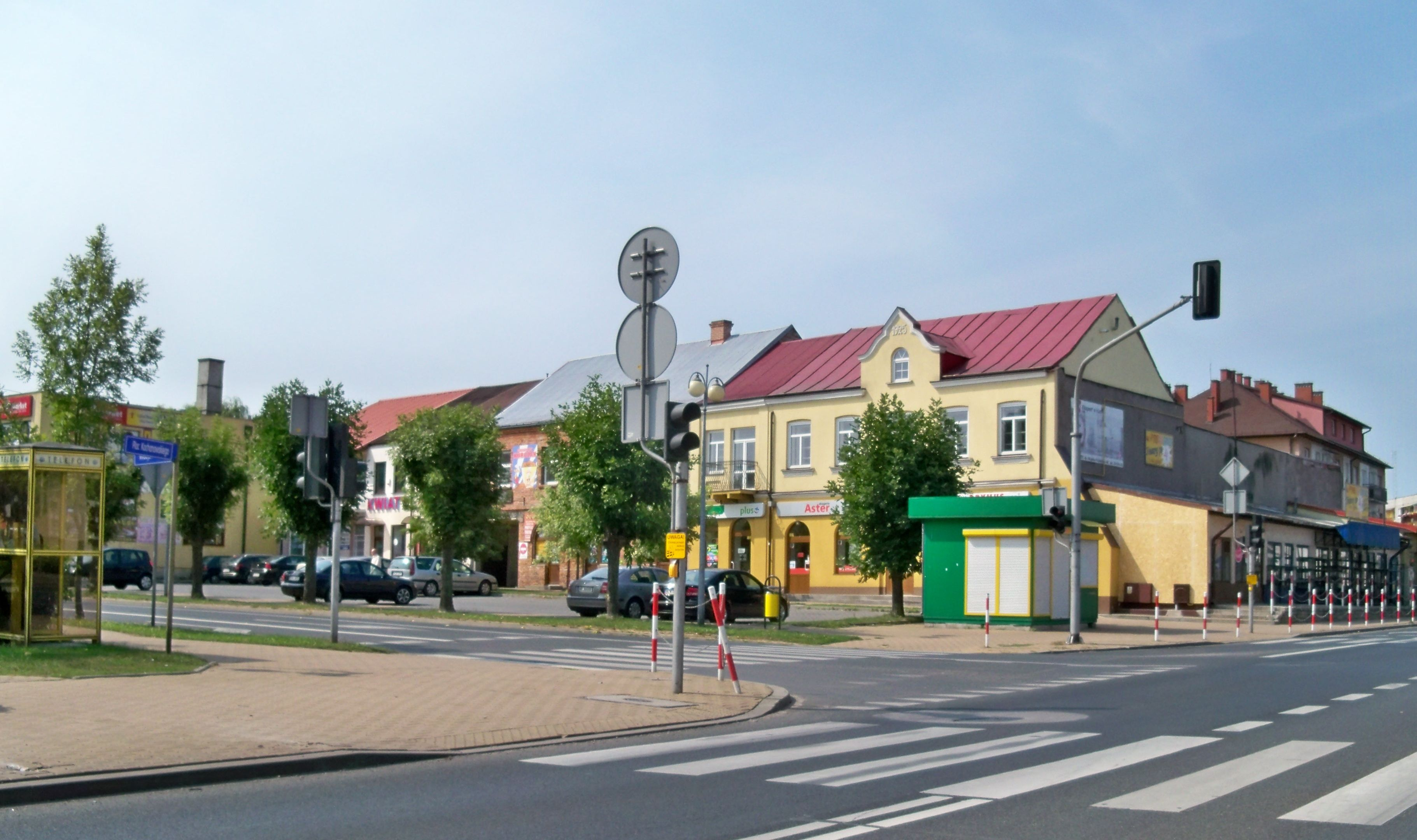
Plac Kochanowskiego

Plac Kochanowskiego – plac miejski, dawny rynek w Zwoleniu, w województwie mazowieckim.
Dawny rynek w Zwoleniu stanowi centralną część zabytkowego układu urbanistycznego śródmieścia. Z jego północnego rogu wychodzą ulice: Wojska Polskiego i Kościelna, ze wschodniego: Staropuławska i al. Jana Pawła II, z południowego: Kilińskiego i Krakowska, z zachodniego: Władysława Jagiełły. Jego północno-wschodnia jezdnia jest częścią dróg krajowych nr 12 i nr 79. Już poza obrębem placu drogi te rozwidlają się w kierunkach na Radom i Kozienice oraz Puławy i Lipsko.

## Historia
W przeszłości plac Kochanowskiego nosił nazwę Rynek i taka była jego funkcja. Założono go wraz z lokacją miasta w 1425, prawdopodobnie na miejscu dawnego targowiska wsi Gotardowa Wola. Początkowo jego pierzeje były jedynym obszarem miasta ze zwartą zabudową. Tworzyły ją drewniane, parterowe domy. Na początku zaboru rosyjskiego zabudowane były głównie pierzeja północna i zachodnia. W tym czasie były to niemal wszystkie w tym mieście murowane domy. Na przełomie lat 30. i 40. XIX w. wraz z wytyczeniem nowej drogi ze Zwolenia do Puław wybrukowano powierzchnię rynku. Zabudowę parterową i drewnianą stopniowo wypierała murowana i piętrowa, a rynkowe kamienice oprócz mieszkalnych pełniły funkcje handlowo-rzemieślnicze. W czasie II wojny światowej w dużym stopniu uległy one zniszczeniu. Po wojnie funkcję targową przejął plac po synagodze, a rynek przekształcono w skwer, nadając mu imię Feliksa Dzierżyńskiego. Kamienice odbudowano, wzorując się na ich przedwojennym wyglądzie. W związku z tradycją Zwolenia jako miasta związanego z Janem Kochanowskim, skwer nieoficjalnie określano jako „Zieleniec Jana Kochanowskiego”, a tabliczkę z takim napisem nielegalnie umieścił na skwerze Wacław Zacharkiewicz. W ramach odwilży gomułkowskiej 9 listopada 1956 usankcjonowano zmianę nazwy. Powołano też komitet budowy pomnika patrona, co zrealizowano w 1961. W latach 2018–2019 wykonano remont placu. W jego ramach przebudowano fontannę oraz zainstalowano formy rzeźbiarskie nawiązujące do Jana Kochanowskiego.

## Obiekty
Wokół placu Kochanowskiego znajdują się odbudowane po zniszczeniach II wojny światowej kamienice. Większość reprezentuje typ domów piętrowych, dwu-, trzyosiowych, ustawionych kalenicowo do rynku. Z reguły mają wydatny profilowany gzyms, lizeny i pseudoboniowanie futryn okiennych i drzwiowych. Niegdysiejsze przelotowe sienie przekształcono w wejścia lub witryny. Wyróżnia się dom pod numerem 15, reprezentujący typ facjatowy. W gminnej ewidencji zabytków ujęto kilkanaście z nich, głównie z lat 20. i 30. XX w.
Pod numerem 1 znajduje się ratusz Zwolenia. Dawny ratusz ulegał wielokrotnie zniszczeniu. W 2014 oddano do użytku przebudowany budynek.
Położona między jezdniami część placu ma charakter parku miejskiego i jest miejscem spotkań mieszkańców.
Na placu 17 września 1961 odsłonięto pomnik Jana Kochanowskiego wykuty z granitu strzegomskiego. Jego autorem jest Władysław Jania.
Na placu znajduje się zegar słoneczny.
Po północno-wschodniej stronie placu znajduje się pomnik Ściana Straceń, nazywany także Pomnikiem Ofiar Faszyzmu. Został odsłonięty przez generała Juliusza Rómmla 22 czerwca 1958.
Od czasu rewitalizacji placu w latach 2018–2019 znajduje się na nim nowa fontanna oraz rzeźby związane z Kochanowskim. Są to tablice z jego fraszkami, replika fotela z epoki oraz rzeźba Urszulki.